# Grand prix de littérature policière
Der Grand prix de littérature policière (dt.: „Großer Preis der Kriminalliteratur“) ist ein französischer Literaturpreis, der als bedeutendste Auszeichnung für Werke der Kriminalliteratur gilt. Der Preis wurde 1948 von dem französischen Kriminalschriftsteller, Übersetzer und Literaturkritiker Maurice-Bernard Endrèbe (1918–2005) ins Leben gerufen. Seither werden jedes Jahr im Herbst in den Kategorien National und International der beste französische Kriminalroman und der beste ausländische Kriminalroman in französischer Übersetzung gekürt.
Die Preisträger werden von einer bis zu zehnköpfigen Jury ermittelt, die ebenfalls aus Autoren besteht. Jedes der Jurymitglieder stellt seine über das Jahr favorisierten Neuerscheinungen zur Diskussion, danach wird eine Titelliste erstellt, zu der sich die Jury äußert. Unter den honorierten Autoren der letzten Jahrzehnte sind so bekannte Namen wie Eric Ambler, Didier Daeninckx, Mary Higgins Clark, Elizabeth George, Thomas Harris, Patricia Highsmith, Arnaldur Indriðason, P. D. James, Léo Malet oder Manuel Vázquez Montalbán vertreten.

## Preisträger

### National

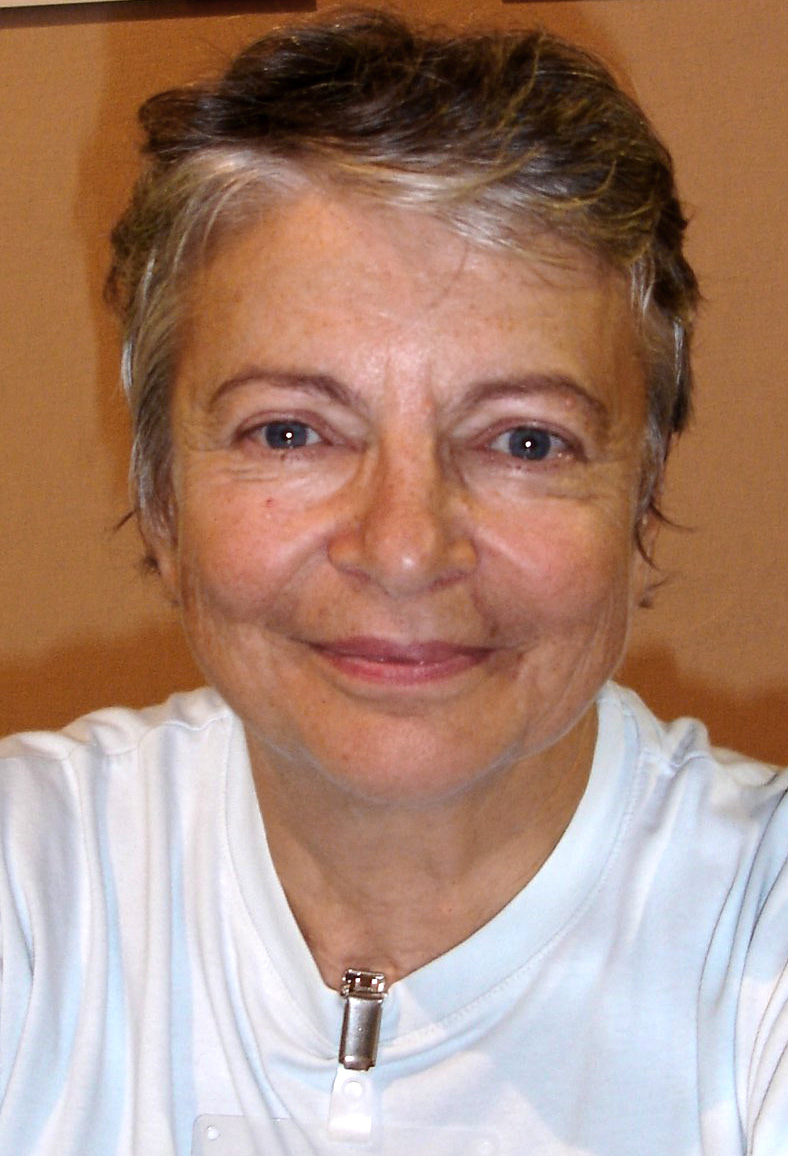
Co-Preisträgerin des Jahres 2011: Dominique Manotti (Die ehrenwerte Gesellschaft)

| Jahr | Preisträger                      | Romantitel                                                                      | Deutscher Titel                                      |                      |
| 1948 | Léo Malet                        | Le Cinquième Procédé                                                            | Das fünfte Verfahren                                 |                      |
| 1949 | Odette Sorensen                  | La Parole est au mort                                                           |                                                      |                      |
| 1950 | Géo-Charles Véran                | Jeux pour mourir                                                                |                                                      |                      |
| 1951 | Jacques Decrest Germaine Decrest | Fumées sans feu                                                                 | Der Schatten Clémentine                              |                      |
| 1952 | André Piljean                    | Passons la monnaie!                                                             |                                                      |                      |
| 1953 | Jean-Pierre Conty                | Opération Odyssée                                                               |                                                      |                      |
| 1954 | François Brigneau                | La Beauté qui meurt                                                             |                                                      |                      |
| 1955 | Gilles Morris-Dumoulin           | Assassin, mon frère                                                             |                                                      |                      |
| 1956 | Guy Venayre                      | Les petites mains de la justice                                                 |                                                      |                      |
| 1956 | Michel Lebrun                    | Pleins feux sur Sylvie                                                          |                                                      |                      |
| 1957 | Frédéric Dard                    | Le Bourreau pleure                                                              | Auch Todesengel weinen Tränen                        |                      |
| 1958 | Fred Kassak                      | On n’enterre pas le dimanche                                                    | Der Tote im Bois de Boulogne                         |                      |
| 1959 | Paul Gerrard                     | Deuil en rouge                                                                  |                                                      |                      |
| 1960 | Hubert Monteilhet                | Les Mantes religieuses                                                          | Tödliche Ehen                                        |                      |
| 1961 | Preis nicht vergeben             | Preis nicht vergeben                                                            | Preis nicht vergeben                                 | Preis nicht vergeben |
| 1962 | Pierre Forquin                   | Le Procès du diable                                                             |                                                      |                      |
| 1963 | Sébastien Japrisot               | Piège pour Cendrillon                                                           | Falle für Aschenbrödel                               |                      |
| 1964 | Michel Carnal                    | La Jeune morte                                                                  |                                                      |                      |
| 1965 | Marc Delory                      | Bateau en Espagne                                                               |                                                      |                      |
| 1966 | Laurence Oriol                   | L’Interne de service                                                            | Kurzschluss                                          |                      |
| 1967 | Jean-Pierre Alem                 | Le Crocodile dans l’escalier                                                    |                                                      |                      |
| 1968 | Dominique Fabre                  | Un beau monstre                                                                 |                                                      |                      |
| 1969 | Françis Ryck                     | Drôle de pistolet                                                               |                                                      |                      |
| 1970 | Paul Andréota                    | Zigzags                                                                         | Mord im Zickzack                                     |                      |
| 1971 | René Reouven                     | L’Assassin maladroit                                                            |                                                      |                      |
| 1972 | Gilbert Tanugi                   | Le Canal rouge                                                                  |                                                      |                      |
| 1973 | Jean-Patrick Manchette           | Ô dingos, ô châteaux !                                                          | Tödliche Luftschlösser                               |                      |
| 1974 | André-Paul Duchâteau             | De cinq à sept avec la mort                                                     | Mord in der blauen Stunde                            |                      |
| 1975 | Yvon Toussaint                   | Un Incident indépendant de notre volonté                                        |                                                      |                      |
| 1976 | Jean-François Coatmeur           | Les Sirènes de minuit                                                           | Sirenen um Mitternacht                               |                      |
| 1977 | Christopher Diable               | La plus longue course d’Abraham Coles, chauffeur de taxi                        | Die längste Fahrt des Taxichauffeurs Abraham Coles   |                      |
| 1978 | Madeleine Coudray                | Dénouement avant l’aube                                                         |                                                      |                      |
| 1979 | Joseph Bialot                    | Le Salon du prêt-à-saigner                                                      | Die Kinderbande                                      |                      |
| 1980 | Dominique Roulet                 | Le Crime d’Antoine                                                              | Antoines Verbrechen                                  |                      |
| 1981 | Pierre Siniac                    | Aime le maudit L’Unijambiste de la côte 284 Reflets changeants sur mare de sang |                                                      |                      |
| 1982 | Jean-Pierre Cabanes              | L’Audience solennelle                                                           |                                                      |                      |
| 1983 | Jean Mazarin                     | Collabo-song                                                                    |                                                      |                      |
| 1984 | René Belletto                    | Sur la terre comme au ciel                                                      | Himmlische Tage und tödliche Affären                 |                      |
| 1985 | Didier Daeninckx                 | Meurtres pour mémoire                                                           | Bei Erinnerung Mord / Karteileichen                  |                      |
| 1986 | Gérard Delteil                   | N’oubliez pas l’artiste!                                                        |                                                      |                      |
| 1986 | Christian Gernigon               | La Queue du scorpion                                                            |                                                      |                      |
| 1987 | Jacques Sadoul                   | Trois morts au soleil                                                           |                                                      |                      |
| 1988 | Jean-Paul Demure                 | Aix abrupto                                                                     |                                                      |                      |
| 1989 | Tito Topin                       | Un gros besoin d’amour                                                          | Im letzten Akt fließt immer Blut                     |                      |
| 1990 | Michel Quint                     | Billard à l’étage                                                               | Billard im ersten Stock                              |                      |
| 1991 | Hervé Jaouen                     | Hôpital souterrain                                                              |                                                      |                      |
| 1992 | Tonino Benacquista               | La Commedia des ratés                                                           | Itakerblues                                          |                      |
| 1993 | Paul Couturiau                   | Boulevard des ombres                                                            |                                                      |                      |
| 1994 | Jean-Jacques Fiechter            | Tiré à part                                                                     | Manuskript mit Todesfolge                            |                      |
| 1995 | Philippe Huet                    | La Main morte                                                                   |                                                      |                      |
| 1996 | Jean-Hugues Oppel                | Ambernave                                                                       |                                                      |                      |
| 1997 | Brigitte Aubert                  | La Mort des bois                                                                | Im Dunkel der Wälder                                 |                      |
| 1998 | Serge Gardebled                  | Sans homicide fixe                                                              |                                                      |                      |
| 1999 | Laurent Bénégui                  | La Paresse de Dieu                                                              |                                                      |                      |
| 2000 | Pascal Dessaint                  | Du bruit sous le silence                                                        |                                                      |                      |
| 2001 | Michel Crespy                    | Chasseurs de têtes                                                              |                                                      |                      |
| 2002 | Patrick Pécherot                 | Les Brouillards de la butte                                                     | Nebel am Montmartre                                  |                      |
| 2003 | Laurent Martin                   | L’Ivresse des dieux                                                             |                                                      |                      |
| 2004 | Virginie Brac                    | Double peine                                                                    | Du hast ein dunkles Lied mit meinem Blut geschrieben |                      |
| 2005 | Philip Le Roy                    | Le dernier testament                                                            |                                                      |                      |
| 2006 | Catherine Fradier                | La Colère des enfants déchus                                                    |                                                      |                      |
| 2007 | DOA                              | Citoyens clandestins                                                            |                                                      |                      |
| 2008 | Caryl Férey                      | Zulu                                                                            | Zulu                                                 |                      |
| 2009 | Hervé Le Corre                   | Les Cœurs déchirés                                                              |                                                      |                      |
| 2010 | Alexandra Schwartzbrod           | Adieu Jérusalem                                                                 |                                                      |                      |
| 2011 | DOA Dominique Manotti            | L’honorable Société                                                             | Die ehrenwerte Gesellschaft                          |                      |
| 2012 | Karim Miské                      | Arab jazz                                                                       | Entfliehen kannst du nie                             |                      |
| 2013 | Sandrine Collette                | Des Nœuds d’acier                                                               |                                                      |                      |
| 2014 | Antoine Chainas                  | Pur                                                                             |                                                      |                      |
| 2015 | Joseph Incardona                 | Derrière les panneaux il y a des hommes                                         | Asphaltdschungel                                     |                      |
| 2016 | Luc Chomarat                     | Un trou dans la toile                                                           |                                                      |                      |
| 2017 | Hannelore Cayre                  | La Daronne                                                                      | Die Alte                                             |                      |
| 2018 | Marion Brunet                    | L’Été circulaire                                                                |                                                      |                      |

### International

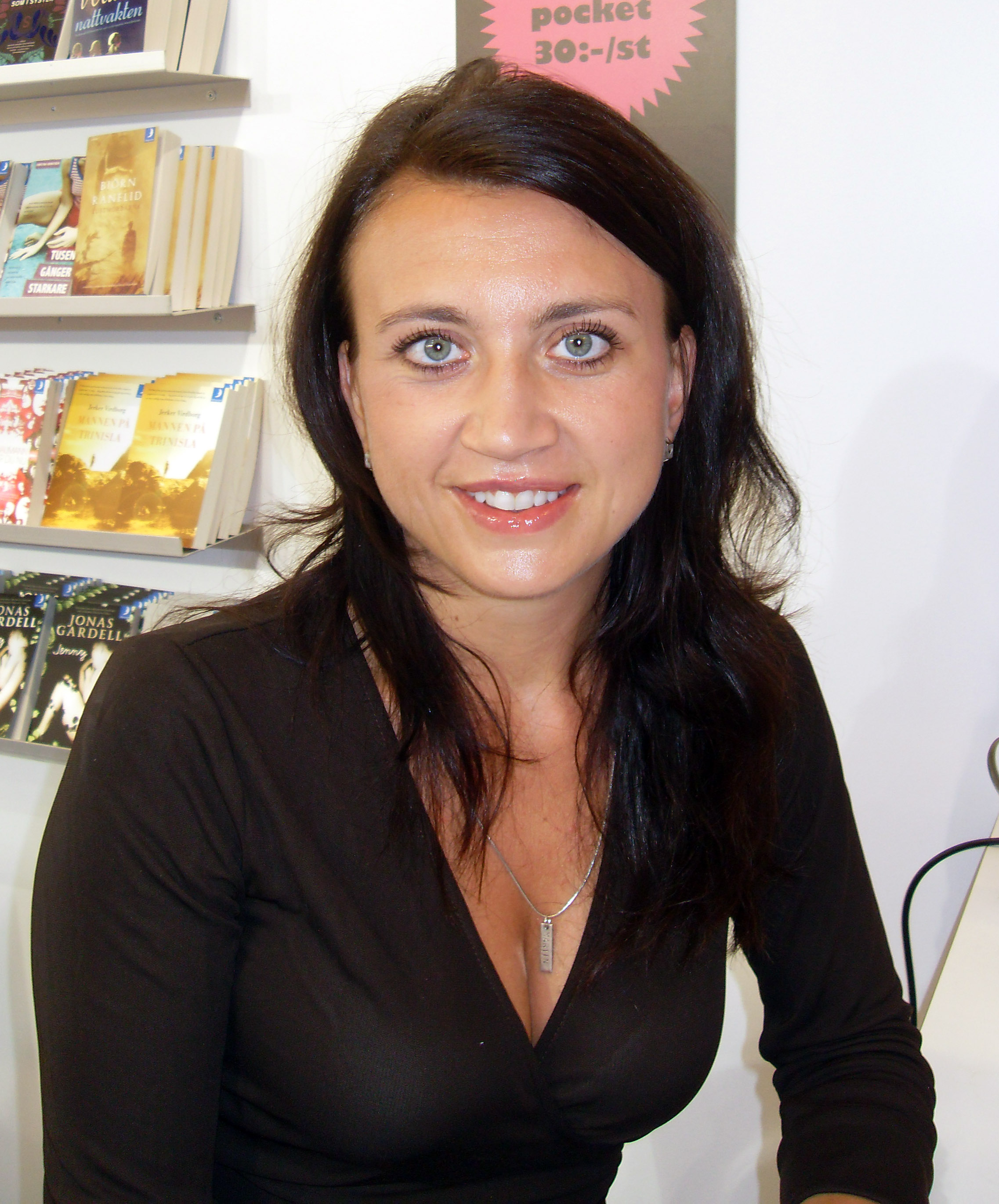
Internationale Preisträgerin des Jahres 2008: die Schwedin Camilla Läckberg (Die Eisprinzessin schläft)

| Jahr | Preisträger                 | Französischer Romantitel (Originaltitel)                     | Deutscher Titel                                                     |                      |
| 1948 | Frances Noyes Hart          | Le Procès Bellamy (The Bellamy Trial)                        | Der Fall Bellamy                                                    |                      |
| 1949 | Patrick Quentin             | Puzzle au Mexique (Puzzle for Pilgrims)                      | Blutige Rache                                                       |                      |
| 1950 | Martha Albrand              | Les Morts ne parlent plus (After Midnight)                   | Nach Mitternacht                                                    |                      |
| 1951 | Joel Townsley Rogers        | Jeu de massacre (The Red Right Hand)                         |                                                                     |                      |
| 1952 | Patricia MacGerr            | Bonnes à tuer (Follow as the Night)                          | Dinner zu fünft                                                     |                      |
| 1953 | Geoffrey Holiday Hall       | L’Homme de nulle part (The End Is Known)                     |                                                                     |                      |
| 1953 | Louis Malley                | La « Famille » pied-de-bouc (Horns for the Devils)           |                                                                     |                      |
| 1954 | Cornell Woolrich            | Un pied dans la tombe (The Body in Grant’s Tomb)             |                                                                     |                      |
| 1955 | Michael Gilbert             | Un mort dans le tunnel (Death in Captivity)                  |                                                                     |                      |
| 1956 | Joseph Hayes                | Terreur dans la maison (The Desperate Hours)                 | An einem Tag wie jeder andere                                       |                      |
| 1956 | Charles Williams            | Peaux de bananes (Nothing in Her Way)                        | Der grosse Dreh                                                     |                      |
| 1957 | Patricia Highsmith          | Plein soleil – Monsieur Ripley (The Talented Mr. Ripley)     | Der talentierte Mr. Ripley                                          |                      |
| 1958 | Chester Himes               | La Reine des pommes (The Five-Cornered Square)               | Die Geldmacher von Harlem                                           |                      |
| 1959 | Donald Downes               | Bourreau, fais ton métier ! (Orders to Kill)                 |                                                                     |                      |
| 1960 | Thomas Sterling             | Le Tricheur de Venise (The Evil of the Day)                  | Der Fuchs von Venedig                                               |                      |
| 1961 | Preis nicht vergeben        | Preis nicht vergeben                                         | Preis nicht vergeben                                                | Preis nicht vergeben |
| 1962 | Susan Blanc                 | Feu Vert pour la mort (The Green Stone)                      | Der grüne Edelstein                                                 |                      |
| 1963 | Shelley Smith               | La Fin des fins (The Ballad of the Running Man)              | Der zweite Mann                                                     |                      |
| 1964 | John D. MacDonald           | La Tête sur le billot (A Key to the Suite)                   |                                                                     |                      |
| 1965 | Nicolas Freeling            | Frontière belge (Gun Before Butter / Question of Loyalty)    | Van der Valk und der Schmuggler                                     |                      |
| 1966 | Adam Hall                   | Berlin memorandum (The Berlin Memorandum)                    | Das Berlin-Memorandum                                               |                      |
| 1967 | Audrey Erskine-Lindop       | Comptes à rebours (I Start Counting)                         | Strich durch die Rechnung                                           |                      |
| 1968 | Giorgio Scerbanenco         | A tous les râteliers (Traditori di tutti)                    | Die Verratenen / Tod den Verschwörern / Doppelt gekillt hält besser |                      |
| 1969 | Josephine Tey               | La Fille du temps (The Daughter of Time)                     | Alibi für einen König / Richard der Verleumdete                     |                      |
| 1969 | John Dickson Carr           | Hier, vous tuerez (Fire, Burn!)                              |                                                                     |                      |
| 1970 | Antonis Samarakis           | La Faille (Tò láthos)                                        | Der Fehler                                                          |                      |
| 1971 | Anders Bodelsen             | Crime sans châtiment (Hændeligt uheld)                       |                                                                     |                      |
| 1971 | Dorothy Uhnak               | Le Registre (The Ledger)                                     | Was zu beweisen war…                                                |                      |
| 1972 | Laird Koenig Peter L. Dixon | Attention, les enfants regardent (The Children Are Watching) | Kinderstunde                                                        |                      |
| 1973 | Howard Fast                 | La Poudre aux yeux (Millie)                                  | Milly                                                               |                      |
| 1974 | Stanley Ellin               | Miroir, miroir, dis-moi (Mirror, Mirror, on the Wall)        |                                                                     |                      |
| 1975 | Edward Boyd Roger Parkes    | Le Fil rompu (The Dark Number)                               | Der dunkle Engel                                                    |                      |
| 1976 | Eric Ambler                 | Docteur Frigo (Doctor Frigo)                                 | Doktor Frigo                                                        |                      |
| 1977 | Herbert H. Lieberman        | Nécropolis (City of the Dead)                                | Nekropolis                                                          |                      |
| 1978 | Ellery Queen                | Et le huitième jour (And on the Eighth Day)                  | Mord im Paradies                                                    |                      |
| 1979 | Stanisław Lem               | Le Rhume (Katar)                                             | Der Schnupfen                                                       |                      |
| 1980 | Mary Higgins Clark          | La Nuit du renard (A Stranger Is Watching)                   | Die Gnadenfrist                                                     |                      |
| 1981 | Manuel Vázquez Montalbán    | Marquises, si vos rivages (Los mares del sur)                | Tahiti liegt bei Barcelona                                          |                      |
| 1982 | John Crosby                 | Le Clou de la saison (Party of the Year)                     |                                                                     |                      |
| 1983 | Frederick Forsyth           | Sans bavures (No Comebacks)                                  | In Irland gibt es keine Schlangen                                   |                      |
| 1984 | Janwillem van de Wetering   | Le Massacre du Maine (The Maine Massacre)                    | Massaker in Maine                                                   |                      |
| 1985 | Peter Lovesey               | Trois flics dans un canot (Swing, Swing Together)            | Flußpartie zum Galgen                                               |                      |
| 1986 | Elmore Leonard              | La Loi de la cité (City Primeval)                            | High Noon in Detroit / Entscheidung in Detroit                      |                      |
| 1987 | Tony Hillerman              | Là où dansent les morts (Dance Hall of the Dead)             | Schüsse aus der Steinzeit                                           |                      |
| 1988 | P. D. James                 | Un Certain goût pour la mort (A Taste for Death)             | Der Beigeschmack des Todes                                          |                      |
| 1988 | Andrew Vachss               | La Sorcière de Brooklyn (Strega)                             | Strega                                                              |                      |
| 1989 | Bill Pronzini               | Hidden Valley (Snowbound)                                    | Der Schnee war rot vom Blut                                         |                      |
| 1990 | Elizabeth George            | Enquête dans le brouillard (A Great Deliverance)             | Gott schütze dieses Haus                                            |                      |
| 1991 | Thomas Harris               | Le Silence des agneaux (The Silence of the Lambs)            | Das Schweigen der Lämmer                                            |                      |
| 1992 | James Lee Burke             | Black cherry blues (Black Cherry Blues)                      | Black Cherry Blues                                                  |                      |
| 1993 | Arturo Pérez-Reverte        | Le Tableau du maître flamand (La tabla de Flandes)           | Das Geheimnis der schwarzen Dame                                    |                      |
| 1994 | Michael Dibdin              | Cabale (Cabal)                                               | Himmelfahrt                                                         |                      |
| 1995 | Richard North Patterson     | Degré de culpabilité (Degree of Guilt)                       | Das Maß der Schuld                                                  |                      |
| 1996 | Caleb Carr                  | L’Aliéniste (The Alienist)                                   | Die Einkreisung                                                     |                      |
| 1997 | Stuart Woods                | Échange mortel (Imperfect Strangers)                         |                                                                     |                      |
| 1998 | Frances Fyfield             | Ombres chinoises (Shadow Play)                               | Nachtangst                                                          |                      |
| 1999 | Michael Connelly            | Créance de sang (Blood Work)                                 | Das zweite Herz                                                     |                      |
| 2000 | Rennie Airth                | Un fleuve de ténèbres (River ofDarkness)                     | Nacht ohne Gesicht                                                  |                      |
| 2001 | Peter Robinson              | Saison sèche (In a Dry Season)                               | In einem heißen Sommer                                              |                      |
| 2002 | Peter Dickinson             | Retour chez les vivants (One Foot in the Grave)              | Mit einem Bein im Grab                                              |                      |
| 2003 | Deon Meyer                  | Les Soldats de l’aube (Orion)                                | Tod vor Morgengrauen                                                |                      |
| 2004 | John Katzenbach             | L’Analyste (The Analyst)                                     | Der Patient                                                         |                      |
| 2005 | Ian Rankin                  | La Mort dans l’âme (Dead Souls)                              | Die Seelen der Toten                                                |                      |
| 2006 | Larry Beinhart              | Le Bibliothécaire (The Librarian)                            |                                                                     |                      |
| 2007 | Arnaldur Indriðason         | La Voix (Röddin)                                             | Engelsstimme                                                        |                      |
| 2008 | Camilla Läckberg            | La Princesse des glaces (Isprinsessan)                       | Die Eisprinzessin schläft                                           |                      |
| 2009 | Ken Bruen                   | La Main droite du diable (Priest)                            | Jack Taylor und der verlorene Sohn                                  |                      |
| 2010 | William Gay                 | La Mort au crépuscule (Twilight)                             | Nächtliche Vorkommnisse                                             |                      |
| 2011 | Yishai Sarid                | Le Poète de Gaza (Limassol)                                  | Limassol                                                            |                      |
| 2012 | Donald Ray Pollock          | Le Diable, tout le temps (The Devil all the Time)            | Das Handwerk des Teufels                                            |                      |
| 2013 | James Sallis                | Le Tueur se meurt (The Killer Is Dying)                      | Der Killer stirbt                                                   |                      |
| 2014 | Ron Rash                    | Une terre d’ombre (The Cove)                                 |                                                                     |                      |
| 2015 | Víctor del Árbol            | Toutes les vagues de l’océan (Un millón de gotas)            |                                                                     |                      |
| 2016 | Boris Quercia               | Tant de chiens (Perro muerto)                                |                                                                     |                      |
| 2017 | Sara Lövestam               | Chacun sa vérité (Sanning med modifikation)                  | Die Wahrheit hinter der Lüge                                        |                      |
| 2018 | Jake Hinkson                | Sans lendemain (No Tomorrow)                                 |                                                                     |                      |

| Anm: | 1. 2. |